# Eleonora di Borbone-La Marche
Eleonora di Borbone-La Marche Éléonore in francese e Eleanor in inglese (1407 – dopo il 1463) fu contessa consorte di Pardiac dal 1429, poi viscontessa consorte di Carlat dal (1435, Contessa di la Marche e di Castres dal 1438, ed infine Duchessa di Nemours dal 1461 al 1462.

## Origine
Eleonora, secondo Pierre de Guibours, detto Père Anselme de Sainte-Marie o più brevemente Père Anselme, era figlia del Conte di la Marche, Giacomo II di Borbone-La Marche, che fu anche re d'Ungheria, re di Gerusalemme, re di Sicilia e di Beatrice, principessa di Navarra, che era la figlia quartogenita del re di Navarra, conte d'Évreux e duca di Nemours, Carlo III di Navarra detto il Nobile, e di Eleonora Enriquez.
Giacomo II di Borbone-La Marche, ancora secondo Père Anselme, era il figlio primogenito del Conte di La Marche, Giovanni I di Borbone-La Marche e della Contessa di Vendôme e di Castres, Caterina di Vendôme, figlia di Giovanni VI di Vendôme, Conte di Vendôme e di Castres e di Giovanna di Ponthieu.

## Biografia
Sua madre, Beatrice, morì, prima del 1415, a seguito del parto della terza figlia, Maria, sorella di Eleonora.
Suo padre, Giacomo, dopo essere rimasto vedovo, il 15 agosto 1415, sposò, in seconde nozze, la regina di Napoli, Giovanna II, regina di Sicilia, d'Ungheria, di Gerusalemme, di Dalmazia, di Croazia, di Rama, di Serbia, di Galizia, di Lodomeria, di Cumania, di Bulgaria, nonché contessa di Provenza, di Forcalquier e di Piemonte.
Il 4 settembre 1424, Eleonora da suo padre, Giacomo, re d'Ungheria, re di Gerusalemme, re di Sicilia, Conte di la Marche e di Castres (Eléonore fille de Jacques roi de Hongrie, de Jérusalem et de Sicile, comte de la Marche et de Castres) fu fidanzata con il conte di Pardiac e visconte di Carlat e di Murat, Bernardo d'Armagnac (Bernard d’Armagnac comte de Pardiac, vicomte de Carlat et de Murat), che in quella occasione garantì al futuro suocero di rinunciare ad ogni pretesa sulla contea di Boulogne (sur la succession de la comtesse de Boulogne), come riportato nel documento n° 5215, datato 4 settembre 1424, dei Titres de la maison ducale de Bourbon, par m. Huillard-Bréholles,.
Eleonora, nel 1429, sposò Bernardo d'Armagnac, che, secondo Père Anselme, era il figlio maschio secondogenito del Conte di Rodez, conte d'Armagnac e di Fezensac, conte di Charolais e visconte di Lomagne e d'Auvillar, Bernardo VII (1360 circa -† 1418) e di Bona di Berry (1362 circa- 1435), che, sia secondo i Documens historiques et généalogiques sur les familles et les hommes remarquables du Rouergue, che secondo Père Anselme, era la figlia terzogenita del duca di Berry e d'Alvernia e conte di Poitiers e Montpensier, Giovanni di Francia (1340 † 1416) e della prima moglie Giovanna d'Armagnac (24 giugno 1346-1387).
Alla morte del padre, Giacomo, il 24 settembre 1438, Eleonora ereditò il titolo di Contessa di la Marche e di Castres.
Dopo la morte, avvenuta, nel 1441, della regina di Navarra e duchessa di Nemours, Bianca, zia di Eleonora, il ducato di Nemours era ritornato alla corona di Francia, e, nel 1442, Bernardo a nome di Eleonora, iniziò a richiedere che il ducato venisse assegnato alla sua famiglia; lo ottenne in via provvisoria, nel 1446.
Bernardo e la moglie Eleonora ottennero formalmente il ducato di Nemours ed il titolo di Paria di Francia, con lettera datata 3 aprile 1461, registrato al parlamento il 19 giugno 1462 e poi confermato ai loro nipoti il 2 agosto 1484.
Suo marito Bernardo morì il 4 maggio 1462. In tutti i suoi titoli gli succedette il figlio primogenito, Giacomo.
Eleonora, secondo Père Anselme, morì dopo l'11 settembre 1463.

## Figli
Eleonora a Bernardo diede tre figli::
- Giacomo (1437 - 1477), duca di Nemours, paria di Francia, Conte di la Marche e di Castres[7];
- Giovanni ( † dopo il 1493), vescovo di Castres, fu implicato col fratello, Giacomo, con l'accusa di tradimento e dovette rifugiarsi a Roma e poté rientrare in Francia solo dopo la morte del re Luigi XI[7]
- Bona ( † dopo il 1450).

## Ascendenza
|                                           |                         |                                         | Genitori                                                                |  |  | Nonni |  |  | Bisnonni                                 |  |  | Trisnonni                |  |
|                                           |                         |                                         |                                                                         |  |  |       |  |  | Giacomo I di Borbone, conte di La Marche |  |  | Luigi I, duca di Borbone |  |
|                                           |                         |                                         |                                                                         |  |  |       |  |  | Giacomo I di Borbone, conte di La Marche |  |  | Luigi I, duca di Borbone |  |
|                                           |                         | Maria di Hainaut                        |                                                                         |  |  |       |  |  | Giacomo I di Borbone, conte di La Marche |  |  |                          |  |
| Giovanni I di Borbone, conte di La Marche |                         |                                         |                                                                         |  |  |       |  |  | Giacomo I di Borbone, conte di La Marche |  |  |                          |  |
|                                           |                         | Giovanna di Châtillon                   | Ugo di Châtillon, signore di Condé                                      |  |  |       |  |  |                                          |  |  |                          |  |
|                                           |                         | Giovanna di Châtillon                   | Ugo di Châtillon, signore di Condé                                      |  |  |       |  |  |                                          |  |  |                          |  |
|                                           |                         | Giovanna di Châtillon                   | Jeanne d'Argies, signora d'Argies e Catheu                              |  |  |       |  |  |                                          |  |  |                          |  |
| Giacomo II di Borbone, conte di La Marche |                         | Giovanna di Châtillon                   |                                                                         |  |  |       |  |  |                                          |  |  |                          |  |
|                                           |                         | Giovanni VI, conte di Vendôme           | Burcardo VI, conte di Vendôme                                           |  |  |       |  |  |                                          |  |  |                          |  |
|                                           |                         | Giovanni VI, conte di Vendôme           | Burcardo VI, conte di Vendôme                                           |  |  |       |  |  |                                          |  |  |                          |  |
|                                           |                         | Giovanni VI, conte di Vendôme           | Alice di Bretagna                                                       |  |  |       |  |  |                                          |  |  |                          |  |
| Caterina, contessa di Vendôme             |                         | Giovanni VI, conte di Vendôme           |                                                                         |  |  |       |  |  |                                          |  |  |                          |  |
|                                           |                         | Giovanna di Ponthieu, signora d'Épernon | Giovanni II di Ponthieu, conte d'Aumale                                 |  |  |       |  |  |                                          |  |  |                          |  |
|                                           |                         | Giovanna di Ponthieu, signora d'Épernon | Giovanni II di Ponthieu, conte d'Aumale                                 |  |  |       |  |  |                                          |  |  |                          |  |
|                                           |                         | Giovanna di Ponthieu, signora d'Épernon | Caterina d'Artois                                                       |  |  |       |  |  |                                          |  |  |                          |  |
| Eleonora di Borbone-La Marche             |                         | Giovanna di Ponthieu, signora d'Épernon |                                                                         |  |  |       |  |  |                                          |  |  |                          |  |
|                                           | Carlo II, re di Navarra | Filippo, conte d'Évreux                 |                                                                         |  |  |       |  |  |                                          |  |  |                          |  |
|                                           | Carlo II, re di Navarra | Filippo, conte d'Évreux                 |                                                                         |  |  |       |  |  |                                          |  |  |                          |  |
|                                           | Carlo II, re di Navarra | Giovanna II, regina di Navarra          |                                                                         |  |  |       |  |  |                                          |  |  |                          |  |
| Carlo III, re di Navarra                  | Carlo II, re di Navarra |                                         |                                                                         |  |  |       |  |  |                                          |  |  |                          |  |
|                                           |                         | Giovanna di Francia                     | Giovanni II, re di Francia                                              |  |  |       |  |  |                                          |  |  |                          |  |
|                                           |                         | Giovanna di Francia                     | Giovanni II, re di Francia                                              |  |  |       |  |  |                                          |  |  |                          |  |
|                                           |                         | Giovanna di Francia                     | Bona di Lussemburgo                                                     |  |  |       |  |  |                                          |  |  |                          |  |
| Beatrice di Navarra                       |                         | Giovanna di Francia                     |                                                                         |  |  |       |  |  |                                          |  |  |                          |  |
|                                           |                         | Enrico II, re di Castiglia e León       | Alfonso XI, re di Castiglia e León                                      |  |  |       |  |  |                                          |  |  |                          |  |
|                                           |                         | Enrico II, re di Castiglia e León       | Alfonso XI, re di Castiglia e León                                      |  |  |       |  |  |                                          |  |  |                          |  |
|                                           |                         | Enrico II, re di Castiglia e León       | Eleonora di Guzmán                                                      |  |  |       |  |  |                                          |  |  |                          |  |
| Eleonora di Castiglia                     |                         | Enrico II, re di Castiglia e León       |                                                                         |  |  |       |  |  |                                          |  |  |                          |  |
|                                           |                         | Giovanna di Castiglia                   | Giovanni Emanuele di Castiglia, signore di Villena, Escalona e Peñafiel |  |  |       |  |  |                                          |  |  |                          |  |
|                                           |                         | Giovanna di Castiglia                   | Giovanni Emanuele di Castiglia, signore di Villena, Escalona e Peñafiel |  |  |       |  |  |                                          |  |  |                          |  |
|                                           |                         | Giovanna di Castiglia                   | Bianca de La Cerda y Lara                                               |  |  |       |  |  |                                          |  |  |                          |  |
|                                           |                         | Giovanna di Castiglia                   |                                                                         |  |  |       |  |  |                                          |  |  |                          |  |